# Marty Mann
Marty Mann (15 de octubre de 1904 - 22 de julio de 1980) fue una de las primeras mujeres miembros de Alcohólicos Anónimos (AA) y autora del capítulo Women Suffer Too (en español Las mujeres también sufren) en las ediciones segunda a cuarta de The Big Book (Alcoholics Anonymous) . Gracias a ella, el alcoholismo pasó a ser visto menos como una cuestión moral y más como una cuestión de salud.
Mann fue la primera lesbiana que ingresó en Alcohólicos Anónimos en una época en la que los gays y las lesbianas no eran aceptados por la sociedad.

## Trayectoria
Marty Mann provenía de una familia de clase media alta de Chicago. Asistió a escuelas privadas, viajó mucho y fue una debutante en la sociedad. El círculo social en el que se movía era de ambiente desenfrenado y Mann era conocida por su capacidad para beber sin efecto aparente (generalmente un signo de alcoholismo). Se casó con un miembro de una familia adinerada de Nueva Orleans. Cuando, con poco más de veinte años, debido a contratiempos económicos, tuvo que comenzar a trabajar, sus conexiones sociales y familiares le facilitaron el inicio de una carrera en relaciones públicas.
El consumo de alcohol de Mann,  sin embargo, creció hasta el punto de poner en peligro no sólo su negocio sino también su vida, incluyendo al menos un intento de suicidio . En 1939, su psiquiatra, el Dr. Harry Tiebout, le entregó un manuscrito del libro Alcohólicos Anónimos y la convenció para que asistiera a su primera reunión de AA (en ese momento sólo había dos grupos de AA en todo Estados Unidos). A pesar de varias recaídas durante su primer año y medio, Mann logró volver a estar sobria en 1940 y, aparte de una breve recaída casi 20 años después, permaneció así por el resto de su vida.
Su, que fue un alto ejecutivo de los grandes almacenes más prestigiosos del centro de Chicago, murió por alcoholismo.
En 1945, Mann se inspiró en el deseo de eliminar el estigma y la ignorancia que rodeaban al alcoholismo y fomentar el "modelo de enfermedad" que lo considerara un problema médico/psicológico, no un defecto moral. Ayudó a crear la Escuela de Estudios sobre el Alcohol de Yale (ahora en la Universidad Rutgers) y fue la directora ejecutiva del Comité Nacional de Educación sobre el Alcoholismo (NCEA), ahora el Consejo Nacional sobre Alcoholismo y Dependencia de Drogas (NCADD).
Marty Mann y R. Brinkley Smithers financió el estudio inicial del Dr. E. en 1946. Morton (Bunky) Jellinek sobre el alcoholismo. El estudio del Dr. Jellinek se basó en un estudio limitado y selectivo de un grupo cuidadosamente seleccionado de miembros de Alcohólicos Anónimos (AA) que habían respondido un cuestionario de autoinforme.
En la década de 1950, Edward R. Murrow la incluyó en su lista de los 10 estadounidenses vivos más importantes. Su libro New Primer on Alcoholism se publicó en 1958.
Marty Mann jugó un papel decisivo en la fundación de High Watch Farm, el primer centro de recuperación del mundo fundado sobre los principios de Alcohólicos Anónimos.
En 1980, Marty Mann sufrió un derrame cerebral en su casa y murió poco después. El reconocimiento público de Mann de su propio alcoholismo, su experiencia con AA y su estímulo a otros — especialmente a las mujeres — para que buscaran ayuda contribuyeron sustancialmente al crecimiento de AA.

## Obra
- Marty Mann Answers Your Questions about Drinking and Alcoholism, 1970, publicado por Holt McDougal, ISBN 0030818575
- Marty Mann Her Story. The First Woman to get sober in AA, 2023, publicado por Independently published, ISBN 9798394684494